# Centre commercial Grand Large
Le centre commercial Grand Large est un centre commercial de l'île de La Réunion, département et région d'outre-mer français dans le sud-ouest de l'océan Indien. Situé sur le territoire de la commune de Saint-Pierre, ses principales enseignes sont un hypermarché Carrefour (ex-Jumbo Score) et une surface de vente de produits culturels Fnac.